# フット・スタンプ
フット・スタンプ（Foot Stomp）は、プロレス技の一種である。フット・スタッブ（Foot Stab）とも呼ばれる。

## 概要
仰向けになった相手の腹部にジャンプして両足または片足を叩き込む。着地する際に全体重が面積の狭い足裏に掛かることで相手に大きなダメージを与えられる。
後述の派生技の中にはフィニッシュ・ホールドとして使用されているものもある。一方で物理的に強力すぎる技であるが故に命中を誤ってしまうと大怪我に直結しかねないため、仕掛ける側の選手に高度な技術が要求される技でもある。

## 派生技

### ダイビング・フット・スタンプ
トップロープもしくはセカンドロープからジャンプして仰向けになった相手の腹部にフット・スタンプを叩き込む。相手に技を交わされても、そのまま着地して即座に次の攻撃に移れる利点がある。
- 主な使用者
  - ディック・ザ・ブルーザー - アトミック・ボムズ・アウェイの名称で使用。
  - レイ・スティーブンス
  - ジン・アンダーソン
  - ペドロ・モラレス
  - ルーク・ウィリアムス
  - ケビン・サリバン - Devil Stompの名称で使用[2]。
  - スパイク・ダッドリー
  - ロウ・キー - ゲットー・スタンプの名称で使用。WWE時代はウォリアーズ・ウェイの名称で使用していた。
  - フィン・ベイラー - クー・デ・グラの名称で使用。
  - ブラック・ジーズ - ブラック・ジーザス・スタンプの名称で使用。
  - ペロ・アグアヨ - ラ・ランツァの名称で使用。
  - ルーシュ - ラ・ランツァの名称で使用。
  - アニマル浜口
  - 橋本真也
  - 佐野巧真
  - 戸井克成
  - 田中稔 - BDFの名称で使用。
  - 坂田亘
  - コスモ☆ソルジャー
  - CIMA
  - KENTA
  - 清水基嗣 - ダブル・アトミック・ボムズ・アウェイの名称で使用。
  - 崔領二 - 那智の滝の名称で使用。
  - 中嶋勝彦
  - KAZMA SAKAMOTO - WWE時代はHarakiriの名称で使用していた。
  - KAI
  - カツオ - メタボリック・スタンプの名称で使用。
  - GOSAMARU
  - 拳王 - PFSの名称で使用。
  - 高尾蒼馬
  - 剣舞
  - KotoKa - カルデラの名称で使用。
  - HASEGAWA
  - 菊田一美
  - YAMATO
  - ダイナマイト関西
  - キューティー鈴木
  - 伊藤薫
  - 永島千佳世
  - 中島安里紗
  - つくし
  - 瑞希
  - Sareee
  - AZM
  - 越中詩郎

### 旋回式ダイビング・フット・スタンプ
永島千佳世のオリジナル技。コーナー最上段から体を360度前方回転して仰向けになった相手の腹部にフット・スタンプを叩き込む。

### ムーンサルト・フット・スタンプ
格闘技師の木村啓十之からJWP女子プロレスラーの福岡晶に伝授された新荒業。リングに背を向けた状態でコーナー最上段から体を360度後方回転するようにジャンプして、空中で両足を揃えて仰向けになった相手の腹部にフット・スタンプを叩き込む。
- 主な使用者
  - 宮崎有妃
  - 紫雷イオ

### スワンダイブ式フット・スタンプ
エプロンに移動してトップロープを両手で掴んでジャンプして、トップロープの上に両足で跳び乗って仰向けになった相手の腹部にフット・スタンプを叩き込む。
- 主な使用者
  - 新井健一郎 - ユニット「戸澤塾」所属時代は戸澤塾秘伝・こきゅうやまの名称で使用していた。
  - HARASHIMA
  - 石森太二
  - 飯伏幸太

### 宙吊り式ダイビング・フット・スタンプ
コーナー側で相手をボディ・スラムの要領で持ち上げて、上下逆さまになった相手の両膝の裏をコーナーから伸びる2本のトップロープに引っ掛けて、相手の胴体をマットと水平になるように起こして相手の腹部にフット・スタンプを叩き込む。
- 主な使用者
  - ロウ・キー - ウォリアーズ・ラースの名称で使用。
  - アルベルト・デル・リオ
  - ドラゴン・リー - パタダス・エネル・ペチョの名称で使用。

### ローリング・ダイビングフット・スタンプ
コーナー最上段から体を360度前方回転して、仰向けになった相手の腹部にフット・スタンプを叩き込む。
- 主な使用者
  - 拳王